# Skeleton Tank
Skeleton Tank (z ang. „czołg-szkielet”) – amerykański prototyp czołgu skonstruowany w roku 1918 przez firmę Pioneer Tractor Company (Winona, Minnesota).

## Założenia
Główną myślą tego przedsięwzięcia było stworzenie lekkiego czołgu, którego możliwości pokonywania okopów zbliżone byłyby do czołgów europejskich, jednak będącego znacznie od nich lżejszym.
Jednak w przeciwieństwie do konstrukcji ze Starego Kontynentu, kadłub czołgu nie miał być w pełni zabudowany. Kształt rombu (pożądany przy pokonywaniu okopów) nadawał mu układ gąsienicowy, a w pełni opancerzony był tylko sam przedział bojowy załogi.

## Budowa
Przedział bojowy załogi, z zamontowaną na górze wieżyczką z karabinem maszynowym został zawieszony pomiędzy układami jezdnymi a cała konstrukcja połączona była metalowymi rurami. Takie rozwiązanie znacznie zmniejszyło ciężar pojazd, w porównaniu do innych czołgów produkcji brytyjskiej czy francuskiej, przy jednoczesnym zachowaniu możliwości pokonywania okopów i rowów przez tę maszynę. Wierzono także, że poprzez zmniejszenie powierzchni kule karabinowe, jak i pociski armatnie będą przelatywały przez nie-zwartą konstrukcję bez powodowania poważniejszych uszkodzeń. Jednak taka konstrukcja miała także i swoje minusy – nie było możliwe zamontowanie broni w sponsonach po bokach pojazdu, jak w przypadku brytyjskich pojazdów (np. Mark I), przez co liczba możliwej do zamontowania broni, a co za tym idzie – siła ognia – Skeleton Tanka była w znacznym stopniu ograniczona. Maszynę napędzały dwa 4-cylindrowe silniki Beavera o mocy 50 KM każdy. Skrzynia biegów pojazdu umieszczona była w metalowej skrzyni pomiędzy układami nośnymi gąsienic z tyłu pojazdu, tuż za opancerzonym przedziałem bojowym.
W połowie 1918 nowatorska konstrukcja została poddana serii testów, mających potwierdzić jej użyteczność na polu walki. Wszystkie z nich zostały zaliczone, a czołg wykazał się przyzwoitymi możliwościami pokonywania okopów, przez co Armia Stanów Zjednoczonych zdecydowała się na zamówienie 1000 egzemplarzy tego czołgu. Jednak pomimo bardzo dobrego wyniku na testach, zamówienie to nie zostało zrealizowane ze względu na zakończenie działań wojennych, a jedynym wyprodukowanym egzemplarzem był prototypowy Skeleton Tank.

### Porównanie
| Nazwa czołgu    | Grubość pancerza | Masa      | Moc silnika | Moc jednostkowa | Długość             | Szerokość | Wysokość | Uzbrojenie                          |
| --------------- | ---------------- | --------- | ----------- | --------------- | ------------------- | --------- | -------- | ----------------------------------- |
| Skeleton Tank   | do 12 mm         | 9 000 kg  | 100 KM      | 11,1 KM/t       | 762 cm              | 259 cm    | 292 cm   | 1 km                                |
| Mark I          | 6 – 10 mm        | 26 000 kg | 105 KM      | 4 KM/t          | 793 cm              | 413 cm    | 245 cm   | 2 armaty kal. 57 mm + 3 km lub 5 km |
| Schneider C.A.1 | 5,5 – 11 mm      | 14 600 kg | 60 KM       | 4,1 KM/t        | 632 cm              | 230 cm    | 205 cm   | 1 armata kal. 75 mm + 2 km          |
| St. Chamond M16 | 5 – 18 mm        | 24 000 kg | 90 KM       | 3,75 KM/t       | 791 cm (bez działa) | 267 cm    | 235 cm   | 1 armata kal. 75 mm + 4 km          |

Jak widać w powyższym zestawieniu masa, jak i moc jednostkowa są najkorzystniejsze spośród wszystkich porównywanych czołgów z tamtego okresu. Długość także jest zbliżona do pozostałych modeli, co sprawia, że możliwości pokonywania okopów są mniej więcej na wyrównanym poziomie. Jednak najistotniejsza jest masa pojazdów. Skeleton Tank poprzez zastosowanie niestandardowej konstrukcji, składającej się głównie z metalowych rur osiągnął masę zaledwie 9 ton, co było niewymowną zaletą na polu walki I wojny światowej. Niedosyt sprawiało jednak uzbrojenie – 1 karabin maszynowy to stanowczo za mało jak na pojazd z założenia przeznaczony do zdobywania pozycji przeciwnika.

## Zachowane egzemplarze
Jedynym zachowanym egzemplarzem jest czołg znajdujący się w zbiorach United States Army Ordnance Museum w Aberdeen Proving Ground nieopodal Aberdeen w hrabstwie Harford w stanie Maryland w Stanach Zjednoczonych.